# Навозник серый
Наво́зник се́рый (лат. Coprinopsis atramentaria) — гриб рода Копринопсис (Coprinopsis) семейства Псатирелловые (Psathyrellaceae). 
Научные синонимы:
- Agaricus atramentarius Bull., 1784 basionym
- Coprinus atramentarius (Bull.) Fr., 1838

Русские синонимы:
- Навозник чернильный
- Чернильный гриб серый

## Описание

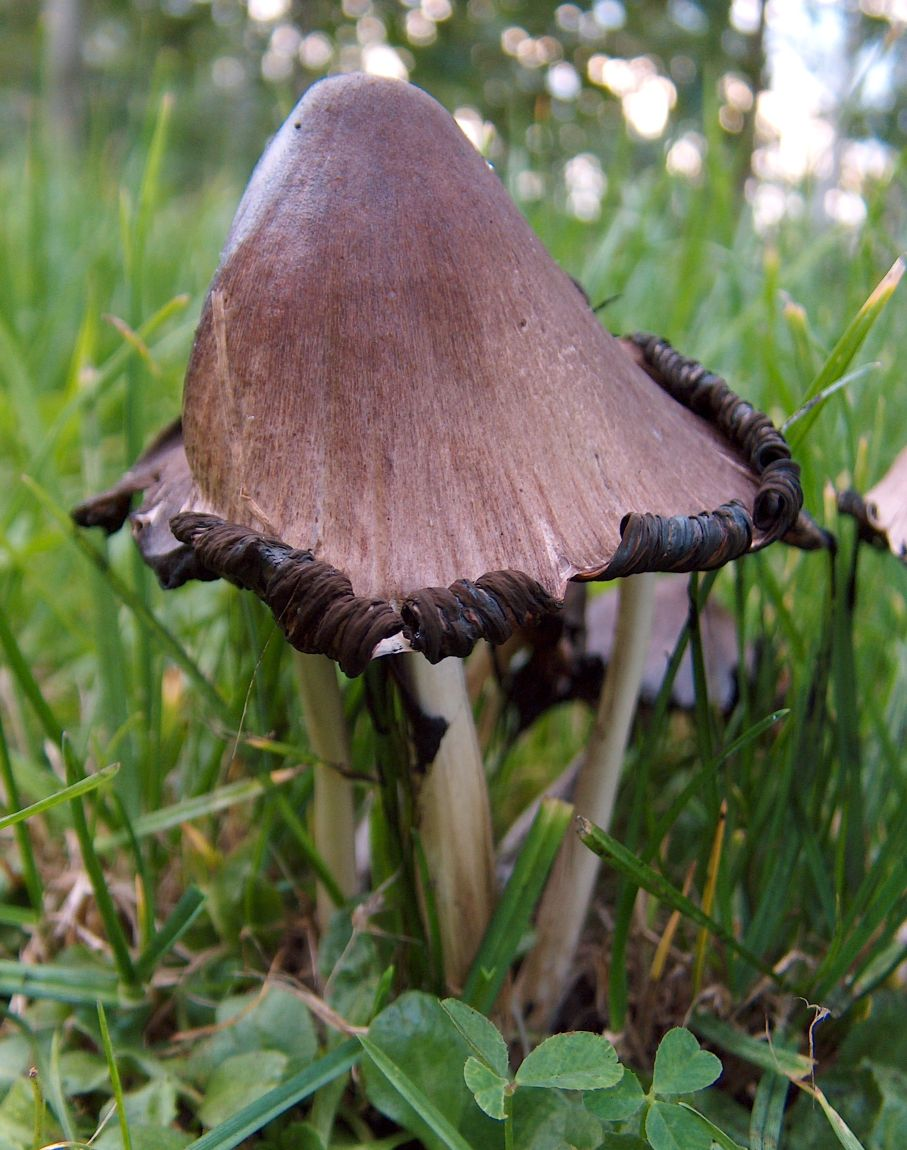
Начало лизиса шляпки

Шляпка серая или серовато-коричневая, в центре более тёмная, 5—10 см в диаметре, у молодого гриба яйцевидная, потом ширококолокольчатая, с растрескивающимся краем. Поверхность шляпки с мелкими, темноватыми чешуйками.
Мякоть очень тонкая, светлая, быстро темнеющая. Вкус гриба сладковатый, характерный запах отсутствует.
Пластинки свободные, широкие, частые. Цвет их у молодых грибов белый, затем становится тёмно-бурым, у старых — чёрный.
Ножка центральная, белая, при основании слегка буроватая, гладкая, полая, 10—20 см высотой, 1—2,5 см в диаметре, часто сильно изогнута.
Остатки покрывал: кольцо белое, быстро исчезает; вольва отсутствует.
Споровый порошок чёрный, споры 9×6 мкм, эллипсоидальные, с порой.
По мере созревания шляпка и пластинки гриба расплываются в чёрную жидкость (автолиз).

## Экология и распространение
Гриб растет на унавоженных, богатых перегноем почвах, на полях, огородах, в садах, на свалках, около конюшен, навозных и компостных куч, в лесу на вырубках, около древесных стволов и пней лиственных пород. Встречается часто, большими группами.
Космополит.
Сезон в северном умеренном климате — с мая по октябрь.

## Пищевые качества
Условно съедобный гриб. Съедобен только в молодом возрасте, до потемнения пластинок, после предварительного отваривания. Употребляется в варёном, жареном и маринованном виде, как и навозник белый. Содержит коприн, поэтому при употреблении его с алкогольными напитками вызывает отравление и антабусный эффект. Симптомы сходны с отравлением алкоголем в сочетании с дисульфирамом, который применяется для лечения алкоголизма.

## Непищевые применения
Навозник серый и навозник белый применялись для изготовления чернил. Для этого зрелые грибы складывали в посуду и, после завершения процесса автолиза, полученную жидкость профильтровывали и добавляли клей и ароматизатор (гвоздичное масло). Такие чернила применялись в виде добавки к обычным в качестве средства для защиты документов государственной важности, крупных денежных векселей. Защита основана на том, что после высыхания споры гриба образуют уникальный рисунок, который затем рассматривали в микроскоп и фиксировали вручную.
Навозник серый содержит коприн, который обладает свойством вызывать отравление у тех лиц, которые находятся в состоянии алкогольного опьянения, оставаясь безвредным для непьющих. Это дало основание предложить его в качестве противоалкогольного средства.